# جيش رحانوين للمقاومة
جيش رحانوين للمقاومة (RRA) جماعة مسلحة مستقلة عملت في جنوب الصومال، وكان أول فصيل مسلح من قبائل رحانوين يظهر خلال الحرب الأهلية الصومالية. وكان الهدف المعلن لـ RRA هو إنشاء دولة مستقلة في أرض ماي والاعتراف بها بقيادة الجنرال حسن محمد نور شتيجادود.
تأسس جيش رحانوين للمقاومة في مؤتمر عُقد في جافي غرب بيدوا في 13 أكتوبر 1995 وانتُخب العقيد حسن محمد نور "شاتيجدود" (ذو القميص الأحمر) قائدا للفصيل العسكري، وتشكلت لجنة تنفيذية من الضباط ورؤساء العشائر ورجال الدين والمثقفين، ونشأ الفصيل كرد فعل على محاولة مليشيا حسين محمد فرح في 17 سبتمبر 1995 السيطرة على بيدوا، وسيطر عيديد كامل المنطقة مختتما بالسيطرة على منطقة حدور بمحافظة بكول.
كانت المهمة الرئيسية الأولى لجيش راوين للمقاومة هي تجنيد وتدريب وتسليح شباب ونساء ريوين، وأشرف الضباط السابقون على التدريبات العسكرية، وساهمت جميع عشائر ريوين بالرجال والأسلحة والمال، وهاجم جيش رحانوين في وقت مبكر من عام 1996 المنشآت الأكثر أهمية التي احتلها عيديد في حدور وبيدوا. وعندما فشلت جهود المصالحة، خاصة إعلان سوديري واتفاقات القاهرة، وبعد وفاة محمد فارح عيديد وخلفه نجله حسين عيديد، أصر جيش رحانوين على عدم التفاوض.
في أكتوبر 1998 حرر جيش رحانوين للمقاومة بلدة حدور وفي أوائل نوفمبر انسحبت ميليشيا حسين عيديد إلى بيدوا، وعزز هذا الانتصار المكانة العسكرية والسياسية لجيش رحانوينو على الصعيدين المحلي والدولي، في 6 يونيو 1999 حرر جيش رحانوين للمقاومة بيدوا وواصل القتال ضد قوات عيديد في محافظة شبيلي السفلى، ومع ذلك علق مؤتمر عرتا للمصالحة في مايو - أغسطس 2000 ، والذي أنشأ حكومة وطنية انتقالية، المزيد من العمليات العسكرية لجيش رحانوين، إلا أنه وفي غضون بضعة أشهر انسحب جيش رحانوين للمقاومة من اتفاقيات عرتا وبدأ العمل من أجل إقامة دولة مستقلة.
تحت قيادة شاتيجادود زرع جيش رحانوين للمقاومة الألغام الأرضية في العديد من المناطق الخاضعة لسيطرته أثناء الحرب، كما فعلت العديد من الفصائل في الحرب الأهلية.  كما شاركت إلى جانب خمسة عشر فصيلا آخر في الحرب الأهلية في صك الالتزام الصادر في 11 نوفمبر 2002 بحظر الألغام الأرضية.
اندلعت الخلافات الداخلية داخل جيش رحانوين للمقاومة في عام 2002 بين شاتيغادود، الذي كان يرغب في دعم مجلس المصالحة والإصلاح الصومالي الجديد ونائبيه الشيخ آدم مدوبي ومحمد إبراهيم حبساد ، الذين كانوا يرغبون في مواصلة دعم الحكومة الوطنية الانتقالية، وأسفر الصراع عن سقوط العديد من القتلى ودعوات لتنحي شاتيجادود كرئيس. واصل حبسادي لقائه بقادة الحكومة الوطنية الانتقالية ظاهريًا على أمل أن يكونوا جزءًا من الحكومة الوطنية الوليدة.  وتصالح الطرفان في آخر الأمر، وعلى الرغم من اندلاع النزاعات بشكل دوري بعد ذلك، فقد انضموا جميعًا إلى الحكومة الاتحادية الانتقالية عند تشكيلها.
في يونيو 2006 استسلمت ميليشيا بوتان عيسى عالم المتحالفة مع التحالف من أجل استعادة السلام ومكافحة الإرهاب إلى جيش رحانوين للمقاومة بعد معركة مقديشو الثانية التي خاضوها مع قوات اتحاد المحاكم الإسلامية.